# Serie A 1997/1998
Soutěžní ročník Serie A 1997/98 byl 96. ročník nejvyšší italské fotbalové ligy a 66. ročník od založení Serie A. Soutěž začala 31. srpna 1997 a skončila 16. května 1998. Účastnilo se jí opět 18 týmů z toho 14 se kvalifikovalo z minulého ročníku. Poslední čtyři týmy předchozího ročníku, jimiž byli Cagliari Calcio, AC Perugia, Hellas Verona FC a poslední tým ročníku - AC Reggiana, sestoupily do druhé ligy. Opačným směrem putovali čtyři týmy, jimiž byli Brescia Calcio (vítěz druhé ligy), Empoli FC, US Lecce a AS Bari.
Titul v soutěži obhajoval klub Juventus FC, který v minulém ročníku získal své 24. prvenství v soutěži.

## Přestupy hráčů
| Jméno              | odkud               | kam                  |                               |
| ------------------ | ------------------- | -------------------- | ----------------------------- |
| Leonardo           | Paris St. Germain   | Milán AC             |                               |
| Patrick Kluivert   | AFC Ajax            | Milán AC             |                               |
| Christian Ziege    | Bayern Mnichov      | Milán AC             |                               |
| Michael Reiziger   | Milán AC            | FC Barcelona         |                               |
| Christophe Dugarry | Milán AC            | FC Barcelona         |                               |
| Roberto Baggio     | Milán AC            | Bologna FC 1909      |                               |
| Edgar Davids       | Milán AC            | Juventus FC          |                               |
| Daniel Fonseca     | AS Řím              | Juventus FC          |                               |
| Filippo Inzaghi    | Atalanta BC         | Juventus FC          |                               |
| Christian Vieri    | Juventus FC         | Atlético Madrid      |                               |
| Vladimir Jugovič   | Juventus FC         | SS Lazio             |                               |
| Alen Bokšić        | Juventus FC         | SS Lazio             |                               |
| Ronaldo            | FC Barcelona        | FC Inter Milán       | nejdražší přestup ve své době |
| Álvaro Recoba      | Nacional Montevideo | FC Inter Milán       |                               |
| Paulo Sousa        | Borussia Dortmund   | FC Inter Milán       |                               |
| Paul Ince          | FC Inter Milán      | FC Liverpool         |                               |
| Cafu               | SE Palmeiras        | AS Řím               |                               |
| Paulo Sérgio       | Bayer Leverkusen    | AS Řím               |                               |
| Stefano Fiore      | AC ChievoVerona     | AC Parma             |                               |
| Gianluca Zambrotta | Como Calcio         | AS Bari              |                               |
| Roberto Mancini    | UC Sampdoria        | SS Lazio             |                               |
| Giuseppe Pancaro   | Cagliari Calcio     | SS Lazio             |                               |
| Marco Di Vaio      | SS Lazio            | Salernitana Sport    |                               |
| Giuseppe Signori   | SS Lazio            | UC Sampdoria         |                               |
| Edmundo            | CR Vasco da Gama    | AC Fiorentina        |                               |
| Jürgen Klinsmann   | Bayern Mnichov      | UC Sampdoria         |                               |
| Jürgen Klinsmann   | UC Sampdoria        | Tottenham Hotspur FC | Přestup v zimě                |
| Christian Karembeu | UC Sampdoria        | Real Madrid          |                               |

## Složení ligy v tomto ročníku
| Klub            | Město     | Stadión                        | Kapacita | Trenér                                                                                                   | 1996/97          |
| --------------- | --------- | ------------------------------ | -------- | --- | ---------------- |
| AS Bari         | Bari      | Stadio San Nicola              | 58 270   | Eugenio Fascetti                                                                                         | Serie B          |
| Atalanta BC     | Bergamo   | Stadio Atleti Azzurri d'Italia | 43 300   | Emiliano Mondonico                                                                                       | 10.              |
| Bologna FC 1909 | Bologna   | Stadio Renato Dall'Ara         | 38 000   | Renzo Ulivieri                                                                                           | 7.               |
| Brescia Calcio  | Brescia   | Stadio Mario Rigamonti         | 23 000   | Giuseppe Materazzi (do 10. kola) Paolo Ferrario (do 31. kola) Egidio Salvi + Adriano Bacconi             | Serie B          |
| Empoli FC       | Empoli    | Stadio Carlo Castellani        | 16 300   | Luciano Spalletti                                                                                        | Serie B          |
| AC Fiorentina   | Florencie | Stadio Artemio Franchi         | 46 000   | Alberto Malesani                                                                                         | 9.               |
| UC Sampdoria    | Janov     | Stadio Luigi Ferraris          | 40 000   | César Luis Menotti (do 8. kola) Vujadin Boškov                                                           | 6.               |
| US Lecce        | Lecce     | Stadio Via del Mare            | 40 600   | Cesare Prandelli (do 10. kola) Angelo Pereni (do 21. kola) Nedo Sonetti                                  | Serie B          |
| Milán AC        | Milán     | Stadio Giuseppe Meazza         | 85 700   | Fabio Capello                                                                                            | 11.              |
| FC Inter Milán  | Milán     | Stadio Giuseppe Meazza         | 85 700   | Luigi Simoni                                                                                             | Bronzová medaile |
| SSC Neapol      | Neapol    | Stadio San Paolo               | 76 800   | Bortolo Mutti (do 5. kola) Carlo Mazzone (do 9. kola) Giovanni Galeone (do 19. kola) Vincenzo Montefusco | 13.              |
| AC Parma        | Parma     | Stadio Ennio Tardini           | 36 725   | Carlo Ancelotti                                                                                          | Stříbrná medaile |
| Piacenza FC     | Piacenza  | Stadio Leonardo Garilli        | 21 000   | Vincenzo Guerini                                                                                         | 14.              |
| AS Řím          | Řím       | Stadio Olimpico                | 82 900   | Zdeněk Zeman                                                                                             | 12.              |
| SS Lazio        | Řím       | Stadio Olimpico                | 82 900   | Sven-Göran Eriksson                                                                                      | 4.               |
| Juventus FC     | Turín     | Stadio delle Alpi              | 77 500   | Marcello Lippi                                                                                           |                  |
| Udinese Calcio  | Udine     | Stadio Friuli                  | 40 000   | Alberto Zaccheroni                                                                                       | 5.               |
| Vicenza Calcio  | Vicenza   | Stadio Romeo Menti             | 17 000   | Francesco Guidolin                                                                                       | 8.               |

## Tabulka
| Poř. | Tým             | Z  | V  | R  | P  | VG | OG | B  |
| ---- | --------------- | -- | -- | -- | -- | -- | -- | -- |
| 1.   | Juventus FC     | 34 | 21 | 11 | 2  | 67 | 28 | 74 |
| 2.   | FC Inter Milán  | 34 | 21 | 6  | 7  | 62 | 27 | 69 |
| 3.   | Udinese Calcio  | 34 | 19 | 7  | 8  | 62 | 40 | 64 |
| 4.   | AS Řím          | 34 | 16 | 11 | 7  | 67 | 42 | 59 |
| 5.   | AC Fiorentina   | 34 | 15 | 12 | 7  | 65 | 36 | 57 |
| 6.   | AC Parma        | 34 | 15 | 12 | 7  | 55 | 39 | 57 |
| 7.   | SS Lazio        | 34 | 16 | 8  | 10 | 53 | 30 | 56 |
| 8.   | Bologna FC 1909 | 34 | 12 | 12 | 10 | 55 | 46 | 48 |
| 9.   | UC Sampdoria    | 34 | 13 | 9  | 12 | 52 | 55 | 48 |
| 10.  | Milán AC        | 34 | 11 | 11 | 12 | 37 | 43 | 44 |
| 11.  | AS Bari         | 34 | 10 | 8  | 16 | 30 | 45 | 38 |
| 12.  | Empoli FC       | 34 | 10 | 7  | 17 | 50 | 58 | 37 |
| 13.  | Piacenza FC     | 34 | 7  | 16 | 11 | 29 | 38 | 37 |
| 14.  | Vicenza Calcio  | 34 | 9  | 9  | 16 | 36 | 61 | 36 |
| 15.  | Brescia Calcio  | 34 | 9  | 8  | 17 | 45 | 63 | 35 |
| 16.  | Atalanta BC     | 34 | 7  | 11 | 16 | 25 | 48 | 32 |
| 17.  | US Lecce        | 34 | 6  | 8  | 20 | 32 | 72 | 26 |
| 18.  | SSC Neapol      | 34 | 2  | 8  | 24 | 25 | 76 | 14 |

Poznámky
- Z = Odehrané zápasy; V = Vítězství; R = Remízy; P = Prohry; VG = Vstřelené góly; OG = Obdržené góly; B = Body
- za výhru 3 body, za remízu 1 bod, za prohru 0 bodů.
- klub Bologna FC 1909 postoupil do Poháru UEFA přes vítězství v Poháru Intertoto.

|  | Mistr ligy a Přímý postup do Ligy mistrů 1998/99 |
|  | Postup do 2. předkola Ligy mistrů 1998/99        |
|  | Přímý Postup do Poháru UEFA 1998/99              |
|  | Přímý postup do Poháru PVP 1998/99               |
|  | Sestup do Serie B 1998/99                        |

## Střelecká listina
Nejlepším střelcem tohoto ročníku Serie A se stal německý útočník Oliver Bierhoff. Hráč Udinese Calcio vstřelil 27 branek.
| P.  | Nár               | Hráč                 | Tým             | Branky |
| --- | ----------------- | -------------------- | --------------- | ------ |
| 1.  | Německo           | Oliver Bierhoff      | Udinese Calcio  | 27     |
| 2.  | Brazílie          | Ronaldo              | FC Inter Milán  | 25     |
| 3.  | Itálie            | Roberto Baggio       | Bologna FC 1909 | 22     |
| 4.  | Argentina         | Gabriel Batistuta    | AC Fiorentina   | 21     |
| 4.  | Itálie            | Alessandro Del Piero | Juventus FC     | 21     |
| 6.  | Itálie            | Vincenzo Montella    | UC Sampdoria    | 20     |
| 7.  | Itálie            | Filippo Inzaghi      | Juventus FC     | 18     |
| 8.  | Itálie            | Dario Hübner         | Brescia Calcio  | 16     |
| 9.  | Brazílie · Belgie | Luís Oliveira        | AC Fiorentina   | 15     |
| 10. | Itálie            | Carmine Esposito     | Empoli FC       | 14     |
| 10. | Argentina         | Abel Balbo           | AS Řím          | 14     |

## Vítěz
| Serie A 1997/98 Juventus FC (25. titul) |